# Dorchester (Wisconsin)
Dorchester – wieś w USA, w stanie Wisconsin, w hrabstwie Clark.
Liczba mieszkańców w 2000 r. wynosiła 827, a powierzchnia 3,4 km².